# Marianella Salazar Guirola
Marianella Salazar Guirola (Caracas, Veneçuela, 15 de juny de 1949) coneguda també com a Malula, és una periodista, locutora i escriptora veneçolana especialitzada en la font de successos polítics a Veneçuela, especialment els governs d'Hugo Chávez i Nicolás Maduro, encara que també ha estat una dura crítica d'opositors com Henry Ramos Allup, Julio Borges, Manuel Rosales i partits opositors com Acción Democrática.

## Biografia

### Educació
Marianella va néixer a Caracas, Veneçuela el 1949, filla d'Hilia Guirola. Ella estava interessada a estudiar teatre, però els seus pares van insistir que canviés la seva vocació professional pel que va realitzar un test vocacional donant com a resultat Periodisme, i es va decidir per aquesta carrera.
Durant els anys 70', amb 19 anys i encara estudiant com a periodista a la Universitat Central de Veneçuela, va començar fent programes de televisió i paral·lelament de ràdio, participant en Radio Aeropuerto sota la tutela de figures emblemàtiques com Pedro León Zapata, Otrova Gomas, Jaime Ballestas.

### Vida privada
El seu primer matrimoni només va durar 5 mesos, posteriorment es va casar l'any 1983 i marxà de lluna de mel a Costa Rica. Aquest matrimoni duraria només 1 any. Va sofrir d'endometriosi i va passar molt de temps lluitant contra la malaltia i buscant diversos tractaments per a poder concebre un fill; temps després sofriria un "infart uterí" pel que se li va haver de retirar tot l'úter, eliminant la possibilitat de tenir fills.
Va ser vinculada amorosament amb mols homes entre els quals es destaca l'expresident Carlos Andrés Pérez, Octavio Lepage, o l'expresident Jaime Lusinchi, rumors que ella ha negat, encara que en una entrevista en el programa de Shirley Varnagy ella va dir haver rebut nombroses vegades comentaris "passats de to" per part de Carlos Andrés Pérez.

### Carrera
Des dels seus començaments com a periodista va participar activament en política, es va postular per a ser regidora de Petare per suggeriment del secretari d'Acción Democrática quedant com a guanyadora. Durant la seva carrera en 1983 va tenir un programa anomenat "Al descubierto" on parlava sobre la vida política del país, i hi va exposar un tema controvertit per a l'època en parlar del punt G, motiu pel qual el llavors president Jaime Lusinchi en consell de ministres decidiria la suspensió del programa i la seva eventual sortida, motiu pel qual ella abandonaria la vida política i es va dedicar a ser locutora. Des del 2002 va treballar a l'emissora Mágica 99.1 FM fins al 2017 quan l'emissora va ser tancada per Conatel. També ha treballat en diferents mitjans de comunicació amb periodistes com Patricia Poleo, Nelson Bocaranda, Ibéyise Pacheco, entre d'altres.

### Vida política
Després de l'arribada de Hugo Chávez a la presidència en 1999, Marianella es va convertir en una acèrrima crítica del govern de Chávez i el seu successor Nicolás Maduro. Posteriorment començaria a criticar les actuacions dels diversos actors i partits polítics opositors que conformen la Mesa de la Unidad Democrática.

### Atemptat
El 31 de gener de 2002 la seu del diari Así es la noticia va ser atacada amb un explosiu llançat per dues persones amb moto. Això va ocórrer un dia després que Ibéyise Pacheco, directora del diari, Patricia Poleo, Marta Colomina i Marianella Salazar divulguessin un vídeo de converses entre el Exèrcit veneçolà i la guerrilla colombiana de les FARC. Dos mesos després la Cort Interamericana de Drets Humans va dictar una mesura de protecció en favor de Marianella i les altres tres periodistes del diari.

### Judicis i acusacions
En 2006, el tribunal 11 d'execució va alliberar una ordre de captura contra Ibéyise Pacheco acusada per difamació contra el coronel Ángel Bellorí, mentre que el tribunal 45 de control va portar a judici Marianella pel delicte de calúmnia contra el vicepresident executiu José Vicente Rangel i el governador de l'Estat Miranda, Diosdado Cabello. La mesura judicial sorgeix arran d'un article publicat per la periodista en una de les seves columnes en el diari El Nacional, en el qual, relata que Rangel i Cabello eren culpables en faltes administratives. En la seva columna ella va denunciar per corrupció Cabello i Rangel, qui al seu torn la van denunciar per calúmnia.
En el 2012 va ser acusada de promoure un cop d'estat juntament amb Rocío San Miguel, Patricia Poleo i Nelson Bocaranda i catalogats com a "actors tàctic-operacionals" escudades en el qual el govern considera
"suposades fonts d'intel·ligència per a la manipulació mediàtica" i que Bocaranda acusat de ser un "frustrat agent d'intel·ligència", per un altre cantó San Miguel, coneguda per les seves denúncies sobre irregularitats en la FANB, la titllen de "portaveu fidel dels laboratoris de guerra de l'imperi".

## Llibres
- La Seducción Culinaria
- Cómo ser siempre bonita y coqueta